# Gesico
Gesico (en sard, Gèsigu) és un municipi italià, dins de la província de Sardenya del Sud. L'any 2007 tenia 988 habitants. Es troba a la regió de Trexenta. Limita amb els municipis d'Escolca, Guamaggiore, Guasila, Mandas, Selegas, Suelli i Villanovafranca (VS)

## Administració
| Període | Identitat        | Partit        |
| ------- | ---------------- | ------------- |
| 2006-   | Terenzio Schirru | Llista cívica |